# Abhar (shahrestan)
Abhar (persiska: شهرستان ابهر, Shahrestan-e Abhar) är en delprovins (shahrestan) i Iran, i provinsen Zanjan. Administrativt centrum är staden Abhar.
Delprovinsen hade 151 528 invånare vid folkräkningen 2016.